# Repubblica di Minerva
La Repubblica di Minerva era una micronazione esistita per brevissimo tempo nell'oceano Pacifico.

## Storia
Nel 1971 il milionario e attivista politico di Las Vegas Michael J. Oliver acquistò in Australia delle chiatte cariche di sabbia e le portò sull'atollo di Minerva, a sud delle isole Figi, mai rivendicato da alcuna potenza. La sabbia serviva per portare il livello del suolo al di sopra del pelo dell'acqua e consentire la costruzione di una piccola torre. Il 19 gennaio 1972 Michael Oliver issò la sua bandiera sul proprio atollo e proclamò la Repubblica di Minerva, chiedendo il riconoscimento ufficiale ai paesi vicini e persino varando una propria valuta. Nel febbraio del 1972 Morris C. Davis venne eletto presidente provvisorio della Repubblica di Minerva.
Tuttavia la dichiarazione di indipendenza venne accolta con estrema diffidenza dagli altri paesi del Pacifico, i quali temevano che ogni isolotto e ogni banco di sabbia potesse diventare sede di una micronazione proclamata da utopisti e da contestatori sociali, quando non da bucanieri. Il 24 febbraio 1972 si riunì una conferenza degli stati confinanti (Australia, Nuova Zelanda, Tonga, Figi, Nauru, Samoa Occidentali, Isole Cook) durante la quale il governo di Tonga decise di reclamare Minerva per sé.
Nel settembre 1972 i soldati tongani posero fine all'indipendenza della più piccola repubblica del mondo, uno dei pochi tentativi, in età contemporanea, di proclamare un proprio piccolo stato "autogestito".